# Centaurea emiliae
Centaurea emiliae — вид квіткових рослин айстрових (Asteraceae). Ендемік Азербайджану.